# Евном (царь Спарты)
Евном (Эвном, др.-греч. Εὔνομος «соблюдающий законы», «справедливый») — полулегендарный царь Спарты из рода Эврипонтидов, правивший в X веке до н. э. Согласно «Хронике Евсевия», правил 45 лет.
Евном был сыном Пританида (по мнению Геродота — сыном Полидекта). У него было две жены. От первой у Эвнома родился Полидект, а от второй (Дионассы) — Ликург.
Плутарх в «Сравнительных жизнеописаниях» упоминал, что в период правления Евнома царская власть в Спарте была настолько слаба, что цари удерживали власть лишь с помощью крутых мер или же заискивая перед чернью. Однажды Эвному пришлось разнимать дерущихся лакедемонян. Однако кто-то из них ударил Эвнома кухонным ножом и убил царя. Был ли это преднамеренный акт или несчастный случай, так и осталось неизвестным. После смерти Эвнома царскую власть в Спарте в роде Эврипонтидов унаследовал его старший сын Полидект.